# Nhâm (họ)
Nhâm, thường được phiên âm thành Nhậm hay Nhiệm (để kiêng húy tên vua Tự Đức là Nguyễn Phúc Hồng Nhậm) là một họ của người thuộc vùng Văn hóa Đông Á. Họ này có mặt ở Việt Nam, Triều Tiên (Hangul: 임, Romaja quốc ngữ: Im hoặc Yim) và Trung Quốc (chữ Hán: 任, Bính âm: Rèn). Trong danh sách Bách gia tính họ này đứng thứ 58, người mang họ Nhâm đông thứ 59 ở Trung Quốc theo thống kê năm 2006, ở Hàn Quốc người mang họ Im/任 có khoảng 172.000 người (theo thống kê năm 2000).

## Người Việt Nam họ Nhâm
- Nhâm Mạnh Dũng, cầu thủ bóng đá Việt Nam
- Nhâm Phương Nam, diễn viên, người mẫu Việt Nam
- Nhâm Sỹ Thắng
- Nhâm Sỹ Thành
- Nhâm Sỹ Thiện
- Nhâm Xuân Bách
- Nhâm Xuân Trúc
- Nhâm Xuân Ngọc
- Nhâm Xuân Bích
- Nhâm Điện Biên
- Nhâm Tiến Khương
- Nhâm Minh Thái
- Nhâm Tiến Đạt
- Nhâm Thị Phương
- Nhâm Hà An Chi
- Nhâm Phương Nhi
- Nhâm Hoàng Huy
- Nhâm Gia Hân

## Người Trung Quốc họ Nhâm/Nhậm/Nhiệm
- Nhậm Hiền Tề, nam ca sĩ, diễn viên người Đài Loan
- Nhâm Hào, nam ca sĩ, diễn viên người Trung Quốc
- Nhậm Gia Luân, nam diễn viên người Trung Quốc
- Nhậm Chính Phi, nam doanh nhân người Trung Quốc, sáng lập kiêm tổng giám đốc của Tập đoàn công nghệ Huawei
- Nhậm Gia Huyên, nữ nghệ sĩ người Đài Loan
- Nhậm Mẫn, nữ diễn viên người Trung Quốc
- Nhậm Bật Thời, nam chính trị gia người Trung Quốc
- Nhậm Trọng, diễn viên người Trung Quốc

## Người Triều Tiên họ Im/Yim
- Yim Bang-eun (Hán Việt: Nhâm Bang Ngạn), vận động viên cầu lông Hàn Quốc
- Yim Siwan (Hán Việt: Nhậm Thủy Hoan) nam ca sĩ, diễn viên Hàn Quốc